# 卡希爾斯鎮區 (北卡羅萊納州傑克遜縣)
卡希爾斯鎮區（英語：Cashiers Township）是位於美國北卡羅萊納州傑克遜縣的一個鎮區。

## 地方資料
卡希爾斯鎮區的面積為156.69平方千米，皆為陸地。根據2020年美國人口普查的數據，當地共有人口2234人，而人口密度為每平方千米14.26人。